# Raúl Iznata Zabala
Raúl Iznata Zabala (Pamplona, 21 de setembre de 1977) és un exfutbolista navarrés, que ocupava la posició de defensa. El seu pare, Antonio Iznata Dimas, també fou futbolista.

## Trajectòria
Format al planter del Màlaga CF, puja al primer equip a la temporada 99/00, amb l'ascens dels andalusos a primera divisió. El defensa va romandre sis temporades, tot i que en totes elles va ser suplent. A més a més, la primera meitat de la temporada 01/02 va ser cedit al CD Numancia.
El 2005 deixa el Málaga CF i recala al Rayo Vallecano, de Segona B, on hi milita dues campanyes. Posteriorment, la carrera del navarrès ha prosseguit en equips modestos d'Andalusia, com l'Antequera CF (07/08) i la UD Fuengirola (08/...).